# Nzelo Hervé Lembi
Nzelo Hervé Lembi, vaak Hervé Nzelo Lembi of kortweg Nzelo Lembi, (Kinshasa, 25 augustus 1975) is een Congolees voormalig voetballer die voor Sporting Lokeren, Club Brugge, 1. FC Kaiserslautern en Germinal Beerschot actief was. Lembi was veelzijdig als middenvelder en later ook als verdediger. 
Desgewenst heeft Lembi tijdens zijn carrière centraal in de verdediging, centraal op het middenveld, als rechter middenvelder, als linker middenvelder en als rechtsachter en linksachter gespeeld. Bij Brugge was Lembi oorspronkelijk meer op links dan op rechts te vinden terwijl hij bij latere clubs meer op rechts speelde. Bij 1. FC Kaiserslautern, in de Duitse Bundesliga, en bij GBA (waar hij tot zijn voetbalpensioen speelde) was de positie van rechtsachter vaste prik geworden voor Lembi. Tijdens zijn meest glorierijke periode bij Club Brugge was Lembi een polyvalente middenvelder in zijn eerste jaren, toen de club onder meer twee titels en een Beker van België won, en was hij centrale verdediger in zijn latere periode toen de club net naast de trofeeën greep.

## Biografie

### Sporting Lokeren
Lembi komt uit de voormalige Afrikaanse republiek Zaïre (thans Congo-Kinshasa), woonde gedurende een tiental jaar in België en draagt ook de Belgische nationaliteit. Lembi kende zijn doorbraak bij tweedeklasser Sporting Lokeren onder trainers Chris Van Puyvelde en James Storme (1992–1995). Zijn vader Simon Lembi was ook voetballer bij het voetbalelftal van Zaïre. Lokeren ontdekte de 17-jarige Lembi bij AS Vita Club uit de Zaïrische hoofdstad Kinshasa. 
Lembi was een begenadigd strafschopnemer en had een harde trap. Een goede passing en een sterke fysiek maakten dat Lembi als tiener gegeerd was bij eersteklassers. Bij Sporting Lokeren deed Lembi een poging om naar de eerste klasse te stijgen met de geldelijke ruggesteun van de bandenondernemer Roger Lambrecht. Promoveren naar de eerste klasse lukte pas voor Sporting Lokeren toen Lembi weg was.

### Club Brugge
Tijdens zijn verblijf bij Club Brugge (1995–2002) behaalde Lembi zijn grootste successen als voetballer. Hij begon bij Brugge als reservespeler voor het middenveld onder trainer Hugo Broos, maar verwierf in 1999 onder Eric Gerets een basisplaats centraal in de verdediging. Bij de twee Belgische titels die Lembi met blauw-zwart won, 1996 en 1998, had hij een (boven)gemiddeld aandeel. In 1996 won Lembi de Beker van België met Brugge, de laatste dubbel anno 2025. Hij was invaller voor Gert Claessens in de finale tegen de buren van Cercle Brugge. Lembi was destijds een rotatiespeler. Bij de eerste titel onder Hugo Broos, hetzij als rechtshalf, als linkshalf, als rechtsachter of als linksachter, was hij belangrijker dan bij de tweede onder Gerets. Claessens of Stephan Van der Heyden op links, en Sven Vermant of Gert Verheyen op rechts uit de basisploeg houden bleek moeilijker dan gedacht voor Lembi. Het zou duren tot de komst van Eric Gerets vooraleer hij zekerheid had over een basisplaats. 
Onder de Noor Trond Sollied was Lembi eerst een superbelangrijke schakel van de defensie, om daarna toch aan de kant te worden geschoven ten voordele van centrale middenvelder Philippe Clement die verdediger was geworden. Lembi worstelde met blessures én transferitis in zijn laatste seizoen bij Club Brugge. Zo raakte hij geblesseerd in de met 1–0 verloren uitwedstrijd tegen RSC Anderlecht, op 21 december 2001 (doelpunt Aruna Dindane), en moest toen na een halfuur gewisseld worden. Lembi speelde in totaal 140 officiële wedstrijden voor de Bruggelingen, waarin hij vijftien keer scoorde. De meeste van die doelpunten waren strafschoppen. 

#### Transfersaga en vertrek
De sterke verdediger stond in de zomer van 2001 in de belangstelling van Bayern München dat hem nauwlettend had gevolgd tijdens de zomerstage en een gunstige balans opmaakte na een oefenpot van blauw-zwart tegen Hansa Rostock. De vraagprijs van Brugge lag echter te hoog. Sollied hield Lembi destijds liever aan boord. Die geraakte dus niet weg, wat niet naar diens zin was. Later werd Lembi geciteerd: "Club Brugge wil mij [mentaal] breken". Hij stond op vertrekken in augustus 2001 (meermaals insisterend), maar het ging niet door.
In een ongezonde werksfeer diende Lembi te beginnen aan nog een extra seizoen bij Club Brugge waarin hij zich evenwel altijd professioneel heeft opgesteld tegenover zowel technische staf als medespelers. De technisch onderlegde Lembi had in 2000 de Ebbenhouten Schoen gewonnen als beste voetballer van Afrikaanse afkomst in de toenmalige Jupiler Liga. Zomer 1999 ondertekende Lembi nog een contract voor een verlengd verblijf in het Jan Breydelstadion, tot en met juni 2004. De onderhandelingen duurden destijds ook lang, omdat Lembi hoge looneisen zou hebben gesteld. Uiteindelijk geraakten beide partijen er toen wel uit.
In de zomer van 2002 verliet de 27-jarige Lembi het Jan Breydelstadion. Zijn relatie met de club was helemaal verzuurd wegens het mislopen van de transfer tijdens de vorige zomermercato. Lembi, die al langer naar een nieuwe uitdaging uitkeek, viel uiteindelijk ook naast de ploeg ten voordele van Clement. De gehele achterhoede werd toen vernieuwd, aangezien jeugdspeler Birger Maertens de plaats innam van de ervaren Tjörven De Brul. Lembi kende De Brul al van sedert hun tijd bij Sporting Lokeren begin jaren negentig. De Congolese Belg trok voor ruim 100 miljoen Belgische frank naar de Duitse Bundesliga-club 1. FC Kaiserslautern.

### 1. FC Kaiserslautern en Metaloerh Donetsk
Lembi bracht vier seizoenen in Rijnland-Palts door, gewoonlijk in de hoedanigheid van basisspeler en op de positie van rechtsachter. Lembi speelde net geen honderd wedstrijden voor die roten Teufel in de Bundesliga. In zijn laatste seizoen 2005–2006 degradeerde 1. FC Kaiserslautern echter naar de 2. Bundesliga, waarop Lembi de club transfervrij verliet. Lembi keerde in de zomer van 2007 terug naar België. De Congolese verdediger tekende een contract bij Germinal Beerschot Antwerpen na een seizoen bij het voormalige Metaloerh Donetsk uit Oekraïne (2006–2007) voor wie hij veertien keer in actie kwam en waar hij transfervrij weer vertrok.

### Germinal Beerschot Antwerpen
Bij GBA (2007–2009), waar hij aan achttien wedstrijden kwam (één bekerwedstrijd), speelde Lembi doorgaans als rechtsachter. Hij werd bij GBA ook herenigd met zijn voormalig ploegmaat bij Club Brugge, de Senegalees Khalilou Fadiga. Lembi verloor echter de concurrentiestrijd van Martijn Monteyne en later de Macedoniër Igor Mitreski en verliet het Kiel na twee jaar. Bovendien was hij vaak geblesseerd. Lembi beëindigde zijn loopbaan in de zomer van 2009, na zijn vertrek bij GBA waar hij zijn contract uitdeed. Lembi speelde dertig interlands voor Congo-Kinshasa.

## Clubstatistieken
| seizoen | club                 | land           | competitie     | wed. | goals |
| ------- | -------------------- | -------------- | -------------- | ---- | ----- |
| 1990/01 | FC Bingu             | Congo-Kinshasa |                |      |       |
| 1991/92 | AS Vita Club         | Congo-Kinshasa |                |      |       |
| 1992/93 | Sporting Lokeren     | België         | Jupiler League | 2    | 0     |
| 1993/94 | Sporting Lokeren     | België         | Jupiler League | 25   | 4     |
| 1994/95 | Sporting Lokeren     | België         | Jupiler League | 21   | 9     |
| 1995/96 | Club Brugge          | België         | Jupiler League | 20   | 4     |
| 1996/97 | Club Brugge          | België         | Jupiler League | 7    | 0     |
| 1997/98 | Club Brugge          | België         | Jupiler League | 12   | 0     |
| 1998/99 | Club Brugge          | België         | Jupiler League | 26   | 4     |
| 1999/00 | Club Brugge          | België         | Jupiler League | 33   | 2     |
| 2000/01 | Club Brugge          | België         | Jupiler League | 37   | 6     |
| 2001/02 | Club Brugge          | België         | Jupiler League | 23   | 0     |
| 2002/03 | 1. FC Kaiserslautern | Duitsland      | 1. Bundesliga  | 20   | 0     |
| 2003/04 | 1. FC Kaiserslautern | Duitsland      | 1. Bundesliga  | 15   | 0     |
| 2004/05 | 1. FC Kaiserslautern | Duitsland      | 1. Bundesliga  | 35   | 2     |
| 2005/06 | 1. FC Kaiserslautern | Duitsland      | 1. Bundesliga  | 31   | 1     |
| 2006/07 | Metallurg Donetsk    | Oekraïne       | Vysjtsja Liha  | 14   | 0     |
| 2007/08 | Germinal Beerschot   | België         | Jupiler League | 15   | 0     |
| 2008/09 | Germinal Beerschot   | België         | Jupiler League | 3    | 0     |

## Erelijst
| Competitie        | Aantal      | Jaren                        |             |             |
| Club Brugge       | Club Brugge | Club Brugge                  | Club Brugge | Club Brugge |
| ----------------- | ----------- | ---------------------------- | ----------- | ----------- |
| Nationaal         |             |                              |             |             |
| Belgisch kampioen | 2x          | 1996, 1998                   |             |             |
| Beker van België  | 1x          | 1996                         |             |             |
| Supercup          | 2x          | 1996, 1998                   |             |             |
| Vriendschappelijk |             |                              |             |             |
| Brugse Metten     | 5x          | 1995, 1996, 1998, 2000, 2001 |             |             |